# Garðabær
Garðabær es una ciudad suburbio de la región metropolitana de Reikiavik, capital de Islandia. Actualmente es el sexto centro urbano más poblado del país, con una población de 9036 habitantes (datos de 2004). Se encuentra en la región de Höfuðborgarsvæðið. Los órganos legislativos de la ciudad son elegidos cada cuatro años. La única tienda IKEA en Islandia se encuentra en Garðabær, al igual que la única tienda Costco. 

## Historia
La zona sobre la que se asienta la ciudad actual ha estado habitada desde el siglo IX. El Landnámabók relata cómo había dos granjas construidas en esta área: Vífilstaðir y Skúlastaðir. La primera de ellas recibía el nombre de Vífill, que había sido sirviente de Ingólfur Arnarson, el primer colonizador de la isla. Al obtener su libertad, decidió establecerse en la zona y crear un asentamiento.
Hasta 1878, Garðabær perteneció a la parroquia de Álftnashreppur, que incluía el asentamiento de Álftanes y Bessastaðir, y que actualmente, es la residencia oficial del presidente de la nación, En 1878 esta parroquia fue dividida en Bessastaðahreppur y Garðarhreppur. Unas décadas más tarde, la ciudad de Hafnarfjörður abandonaría la parroquia de Garðarhreppur para convertirse en una localidad independiente.
El área inhabitada de Garðarhreppur comenzó a poblarse a comienzos de 1960, una vez establecido el primer plan urbanístico en 1955. De 1000 habitantes censados en la década de los 60, se pasó a más de 4000 a finales de 1976. Ese mismo año, obtuvo el estatuto de ciudad, y adquirió el nombre de Garðabær.
Actualmente, el alcalde de la ciudad es Gunnar Einarsson.